# Tällåstjärnen (Älvros socken, Härjedalen)
Tällåstjärnen är en sjö i Härjedalens kommun i Härjedalen och ingår i Ljusnans huvudavrinningsområde. Sjön har en area på 0,119 kvadratkilometer och ligger 580,2 meter över havet. Tällåstjärnen ligger i Himmelsflöten Natura 2000-område. Sjön avvattnas av vattendraget Kölbäcken.

## Delavrinningsområde
Tällåstjärnen ingår i det delavrinningsområde (690787-143747) som SMHI kallar för Mynnar i Linan. Medelhöjden är 548 meter över havet och ytan är 13,4 kvadratkilometer. Det finns inga avrinningsområden uppströms utan avrinningsområdet är högsta punkten. Kölbäcken som avvattnar avrinningsområdet har biflödesordning 4, vilket innebär att vattnet flödar genom totalt 4 vattendrag innan det når havet efter 244 kilometer. Avrinningsområdet består mestadels av skog (66 procent) och sankmarker (29 procent). Avrinningsområdet har 0,12 kvadratkilometer vattenytor vilket ger det en sjöprocent på 0,9 procent.